# Иванников, Максим Юрьевич
Максим Юрьевич Иванников (6 августа 1957 — 31 июля 2017) — российский телережиссёр

.

## Биография
В 1979 г. году окончил факультет режиссуры массовых театрализованных представлений Института Культуры. На телевидении с 1979 года.
С 1980 по 1988 годы работал администратором Главной редакции «Литературно-драматического вещания». За это время снял несколько авторских режиссёрских работ. В 1987 году принимал участие в съемках фильма «Лев Николаевич Толстой. Последние дни». С 1982 по 1988 год был ассистентом режиссёра программы «Поэтические вечера».
Режиссёр программ «Взгляд» (1988—1990), «Намедни» (1990), «Портрет на фоне» (1992), а также телевезионных фильмов и сериалов «Кремль-9» (2000—2006), «Покер-45: Сталин, Черчилль, Рузвельт» (2010), «Берия. Проигрыш» (2010).
В 1993 году вместе с коллегами и друзьями в Нижневартовске создал телекомпанию «Сфера». В 1996 году принимал участие в создании передачи «19.59» на ОРТ, а позже вместе с О. Аксёновым создал программу «Дежурная часть».
Финалист конкурса «ТЭФИ» 2005 года в номинации «Режиссёр телевизионного документального фильма/сериала» («Кремль-9», «Дорогой Никита Сергеевич»). У него остались дочери от первого и второго браков: Татьяна и Полина.
Умер в 2017 году. Похоронен на Миусском кладбище.